# Antongilviken
Antongilviken (malagassiska: Helodranon' Antongila) är en vik i Madagaskar. Den ligger i den nordöstra delen av landet, 400 km nordost om huvudstaden Antananarivo.